# Любомирский, Михаил
Князь Михаил Любомирский (пол. Michał Lubomirski, 1752—1825, Дубно) — крупный польский магнат, генерал-лейтенант польской армии.

## Биография
Происходил из вишневецкой линии княжеского рода Любомирских. Младший (четвертый) сын воеводы киевского Станислава Любомирского (1704—1793) и Людвики Поцей (ум. 1786).
В 1779-1794 годах — шеф 13-го пехотного полка. В 1785 году был назначен генерал-майора украинской и подольской дивизий. Затем получил чин генерал-лейтенанта в волынской и киевской дивизиях, затем в волынско-подольской дивизии.
В 1784 году князь Михаил Любомирский был избран наместником масонской ложи в Малой Польше.
Кавалер Ордена Святого Станислава (1784) и Ордена Белого Орла (1790).
В 1792 году генерал-лейтенант князь Михаил Любомирский участвовал в русско-польской войне, где командовал собственной дивизией (4500 чел.). Из-за нерешительности и конкуренции между главнокомандующим Юзефом Антонием Понятовским и генерал-лейтенантом Михаилом Любомирским польская армия потерпела поражение от русских войск в битвах под Зеленцами и Дубенкой. После капитуляции польского короля Станислава Августа Понятовского Михаил Любомирский присоединился к Тарговицкой конфедерации.

## Семья и дети
В 1782 году князь Михаил Любомирский женился на Людвике Магдалене Рачинской (1765-1845), чем еще более приумножил своё состояние. В браке имел четырех сыновей и одну дочь:
- Марселин Любомирский (1782-1809)
- Юзеф Любомирский[пол.] (1785-1870), сенатор, тайный советник
- Казимир Любомирский
- Тереза Любомирская (1793—1847), жена с 1811 года князя Максимилиана Яблоновского (1785-1846)
- Эдвард Любомирский (1796-1823)